# 禍斗
禍斗（かと　Huotou）は中国南方の少数民族。しかし南方異民族を妖怪化させるため犬の姿をし、犬の糞を食べ、炎を吹き散らす怪物として形容された。禍斗の至ると所では火災が発生するとされ、古代においては火災をもたらす不吉な象徴とされた。また一説では炎を食べ、火を帯びた糞を排出するとも言われる。その名は「火を食う獣」を意味する。

## 伝承としての禍斗
妊娠後1ヶ月後の母犬に流星の破片が当たり生まれた犬が禍斗であるとされる。禍斗の外見は普通の犬と同じであるが、禍斗の体毛は黒色であり独特の光沢を帯びている。外見上は怪物であることは分からないが、火神を助け、時に火神がその職を辞した際には火神の職司を司ることもあった。
禍斗は一般の犬が食べる食物には興味を持たず、火神に従い炎を食べるとされる。雷神は雷車に乗り大地を巡幸する際には禍斗は雷神の後ろに従う。雷神が雷斧を振りかざし地上に火災を引き起こすと禍斗は炎の中に飛び出しその炎を食らい、排出する便もまた炎である。禍斗の口から炎が噴出すこともあり、禍斗付近は炎で包まれるとされ、古人の恐怖の対象となった。
また『山海経』によれば、禍斗が食事をしない際には南方海上に位置する厭火国に集まって暮らしているとされる。